# Kalameshwar
 (avril 2024).
Kalameshwar, est une ville et un conseil municipal du district de Nagpur dans l'État indien du Maharashtra. Lors du recensement de l'Inde de 2011, sa population s'élève à 19 578 habitants.